# .yu
.yu is het achtervoegsel van domeinen in de voormalige Joegoslavische republiek. Met het opsplitsen van de republiek werd de .yu overgenomen voor Servië en Montenegro. Deze beide republieken kregen in 2003 de extensie .cs toegewezen. Deze extensie werd eerder gebruikt voor Tsjechoslowakije. .cs werd toegewezen omdat deze letters te vinden zijn in de Servische naam Srbija i Crna Gora.
Na de splitsing van Servië en Montenegro, zijn aan deze beide republieken nieuwe domeinnaam extensies volgens de ISO 3166-1 standaard toegekend. .rs is de nieuwe extensie voor Servië, .me is de extensie voor Montenegro. Totdat deze geactiveerd werden, bleef .yu in gebruik.
Op 1 oktober 2009 werd .yu dood verklaard. Na een overgangsperiode werd het .yu-domein op 30 maart 2010 gestaakt.